# Microdon aeolidiformis
Microdon aeolidiformis är en tvåvingeart som beskrevs av Wheeler 1924. Microdon aeolidiformis ingår i släktet myrblomflugor, och familjen blomflugor.
Artens utbredningsområde är Panama. Inga underarter finns listade i Catalogue of Life.